# Pozsonyborostyánkő
Pozsonyborostyánkő (szlovákul Borinka, korábban Stupavský Podzámok, németül Ballenstein) község Szlovákiában, a Pozsonyi kerület Malackai járásában.

## Fekvése
Pozsonytól 20 km-re északra található.

## Története
Neve birtoknévként 1273-ban "Borynka", 1284-ben "Perustian", "Parastian" alakban szerepel. A települést egy 1314. július 25-én kelt oklevélben "Pelystan" alakban említik először. Borostyánkő várának szolgálófalujaként alapították. 1322-ben "Burustian", 1390- ben "Prostyan", 1439-ben "Borostyan", "Peylenstain", 1476-ban "Borostyankw" néven említik.
Borostyánkő vára 1314-ben az osztrák Tellesbrunniaké volt, valószínűleg az elpusztult Stomfa vára helyett épülhetett. 1349-ben királyi kézre került, majd tulajdonosai gyakran változtak. 1810-ben a franciák felrobbantották, azóta pusztul.
1828-ban a falu 98 házát 698-an lakták. Lakói mezőgazdasággal, mész- és szénégetéssel, faárukészítéssel, házalással foglalkoztak. A 18. században papírgyár, téglagyár, üveghuta és fűrésztelep működött a községben. Medené Hámre nevű részén rézércet bányásztak. A falunak kőbányája is volt.
Vályi András szerint „BOROSTYÁNKŐ. Ballenstein. Paistun. Tót falu Poson Vármegyében, hasonló nevezetű Vár alatt, földes Ura Gróf Pálfy Uraság, lakosai katolikusok, fekszik Stromfa mellett, mellynek filiája.”
Fényes Elek szerint „Borostyánkő, (Ballenstein, Paistun), tót falu, Pozson vmgyében, Stomfától keletre 1, Pozsontól 2 1/2 órányira, egy patak mellett: 786 k., 2 evang. lak. Van itt egy vas- és rézhámor, papiros- és puskapormalom. Gyümölcse sok és jó; meszet, szenet éget; nagy erdő. A falu felett fekszik egy magas kőszikla hegyen egy régi omladékban heverő borostyánkői vár, honnan a Marchfeldre, s Hainburg, Dévény felé gyönyörű kilátás esik. – Hogy Dévénynél később épitetett, onnan gyanithatni; mert az Ottokárral viselt háborúban róla semmi emlités nincs. Egyébiránt már a Pálffy fam. I. Ferdinánd óta birtokában van. Keletre az erdőben a hegyek közt szinte láthatni egy régi nagy kiterjedésű várnak omladékait.”
A trianoni békeszerződésig Pozsony vármegye Pozsonyi járásához tartozott. Földműves szövetkezetét 1950-ben alapították. Ma lakói főként Pozsony üzemeiben dolgoznak.

## Népessége
| Év:            | 1994. | 2004.    | 2014.    | 2024.    |
| -------------- | ----- | -------- | -------- | -------- |
| Emberek száma: | 426   | 512      | 732      | 904      |
| Eltérés:       |       | +20,18 % | +42,96 % | +23,49 % |

| Év:            | 2023. | 2024.   |
| -------------- | ----- | ------- |
| Emberek száma: | 915   | 904     |
| Eltérés:       |       | -1,20 % |

1910-ben a falunak 938, túlnyomórészt szlovák anyanyelvű lakosa volt.
2011-ben 628 lakosából 591 szlovák.

## Híres emberek
- Itt született 1877. május 22-én Bubnics Mihály rozsnyói püspök, akit itt, a családi sírboltban helyeztek örök nyugalomra.

## Nevezetességei

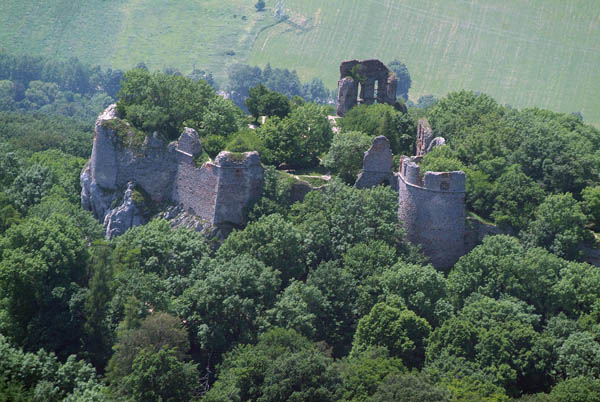
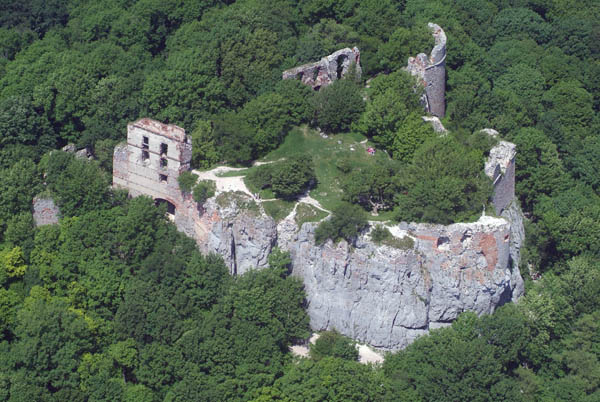
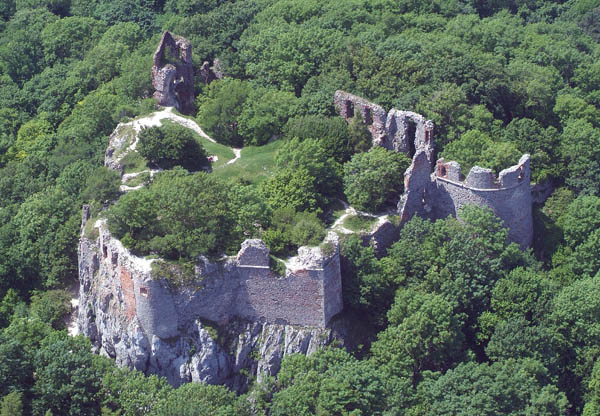
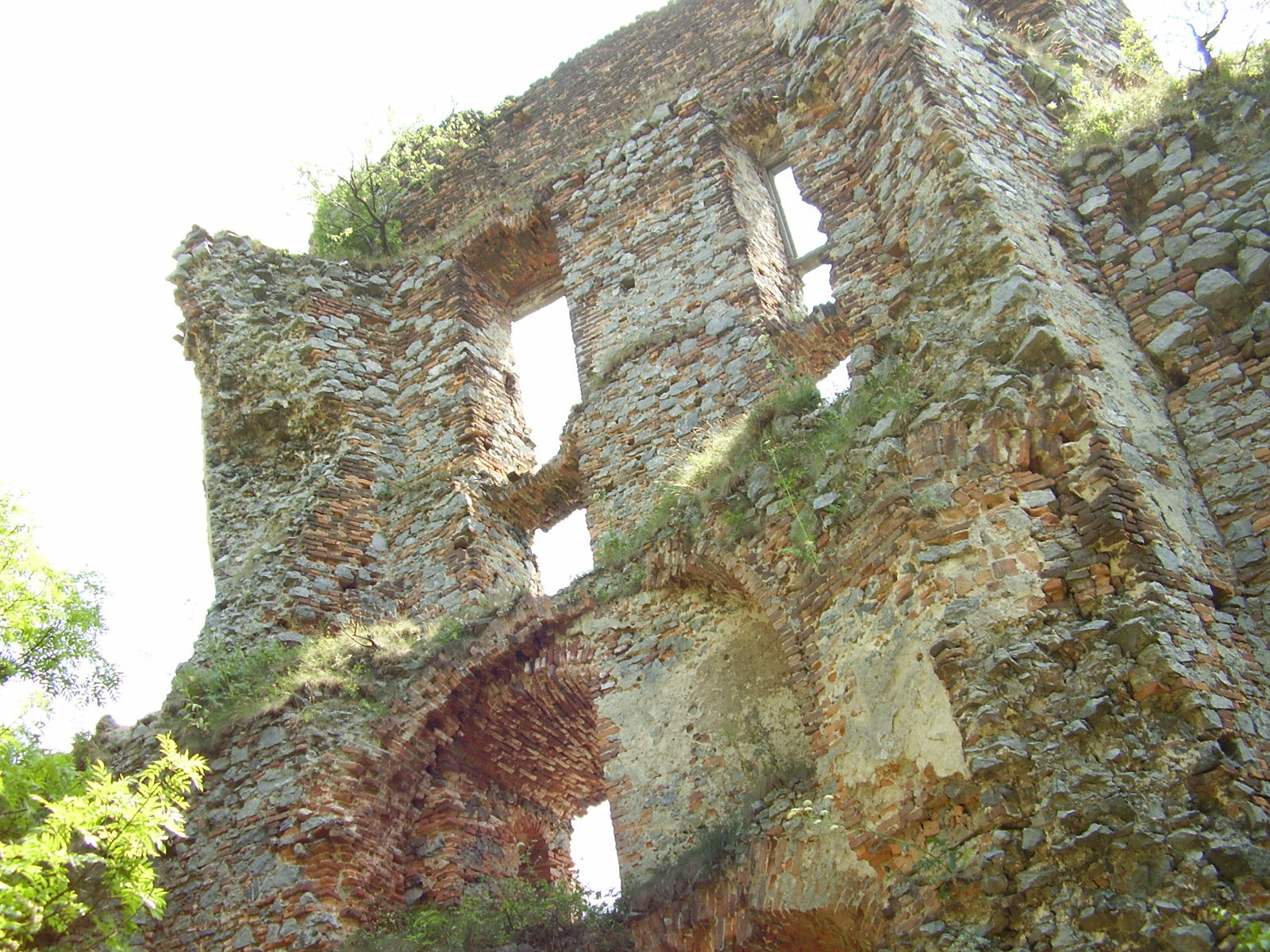
Borostyánkő vára
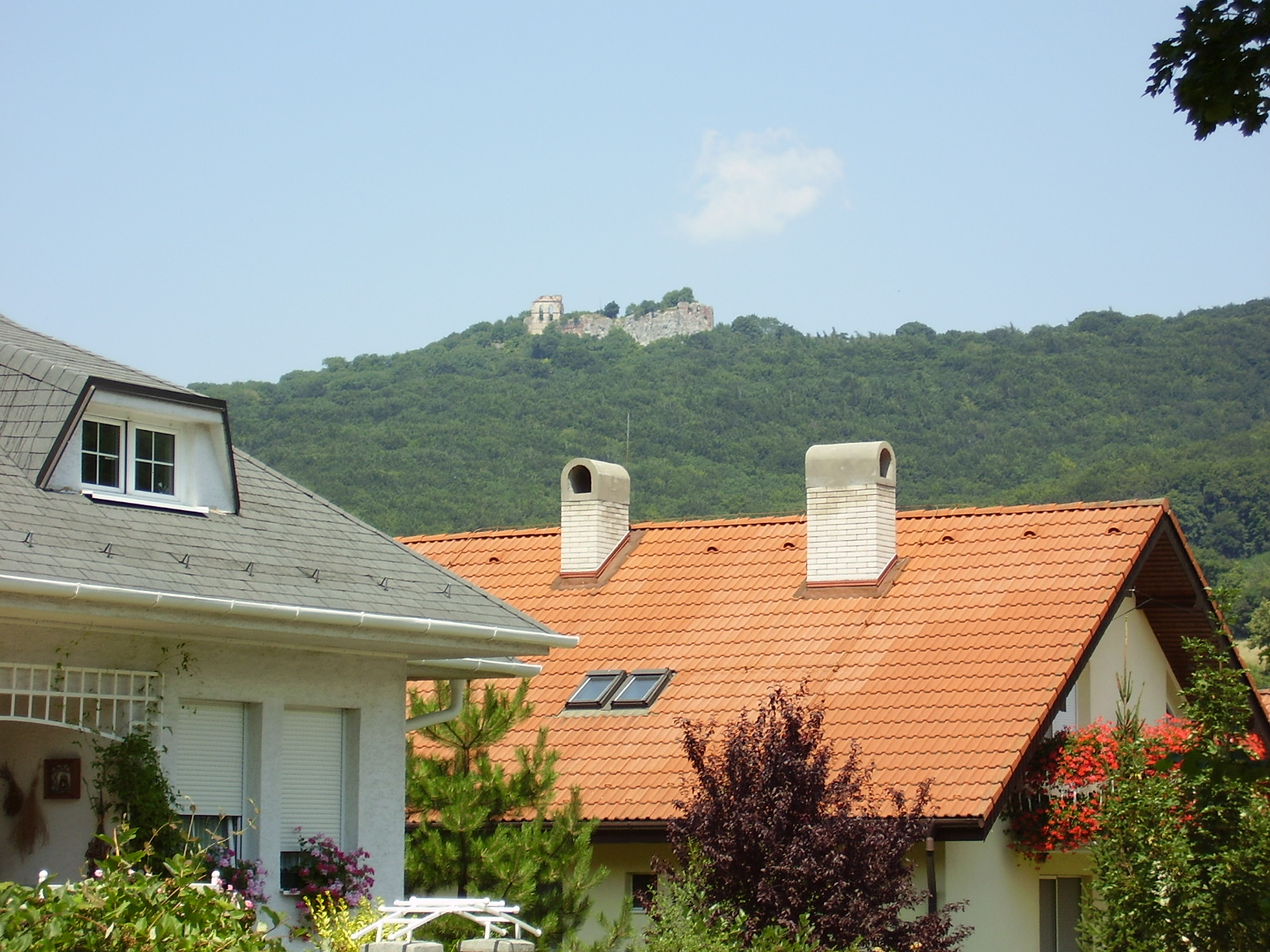
A várrom a faluból nézve
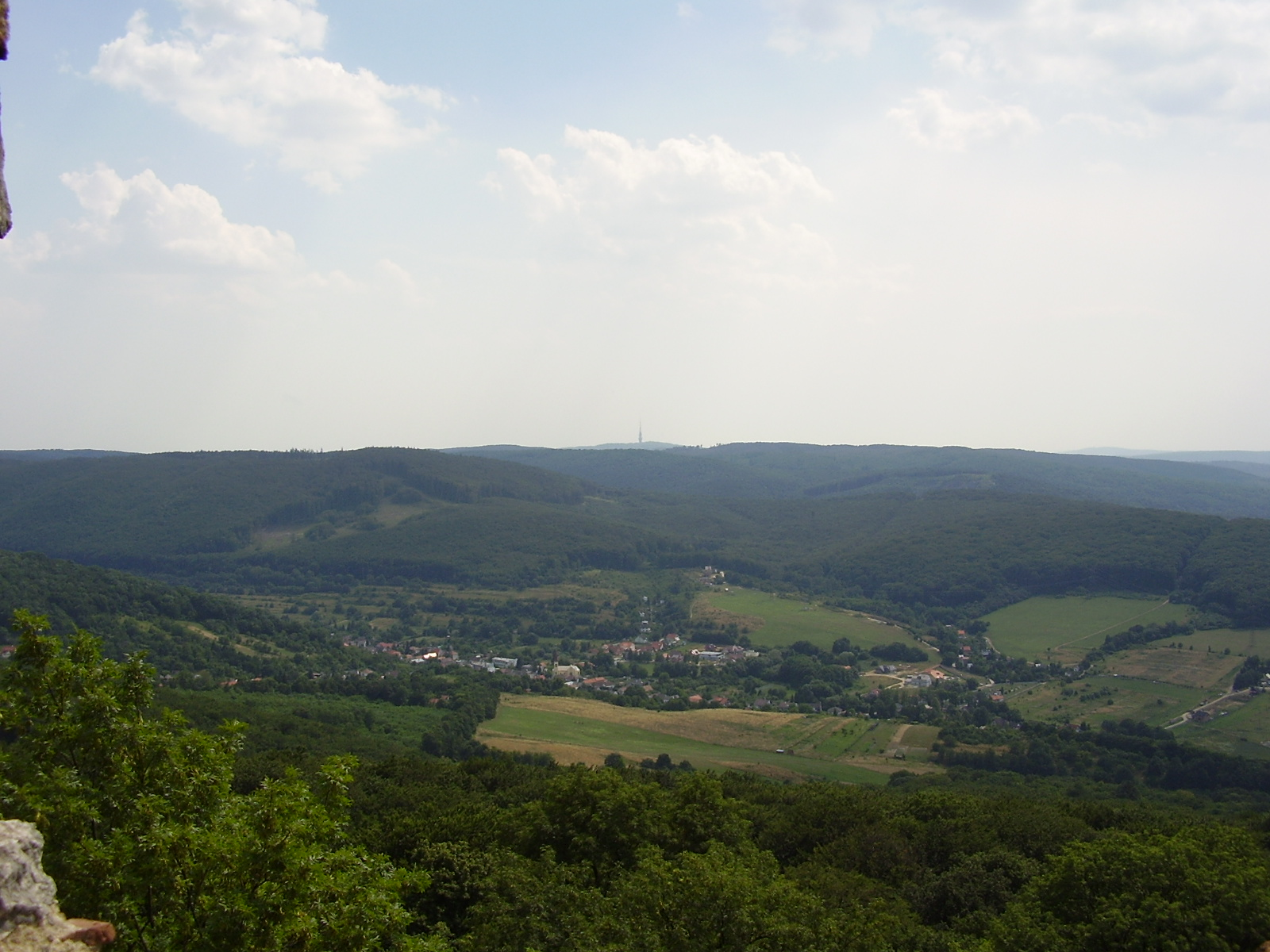
A falu látképe a várból nézve

- A község határában, hegytetőn emelkednek Borostyánkő (Pajštún) várának romjai.
- Mihály arkangyal tiszteletére szentelt barokk kápolnája 1743-ban épült.
- A falu közepén álló Jézus Szíve temploma 1864-ben épült egy korábbi templom alapjain.

## Külső hivatkozások
- Hivatalos oldal
- Községinfó
- Borostyánkő Szlovákia térképén
- Borostyánkő vára (szlovákul)
- E-obce.sk[halott link]